# The Great Gamble

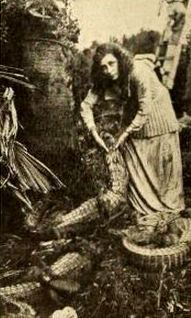
Cena do seriado, com Anna Luther.

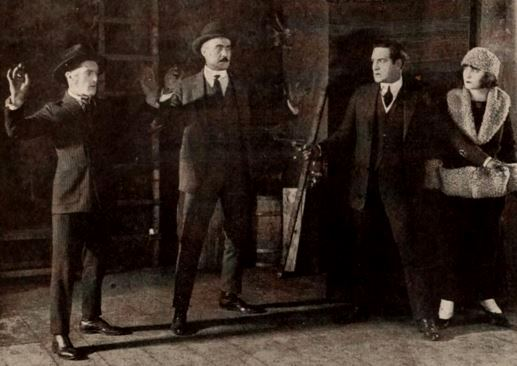
Charles Hutchison em ‘’The Great Gamble’’, 1919, ao lado de Anna Luther.

The Great Gamble é um seriado estadunidense de 1919, dirigido e escrito por Joseph A. Golden, em 15 capítulos. Um dos dois únicos seriados produzidos pela Western Photoplays Inc., distribuído pela Pathé Exchange, Incorporated., foi estrelado por Charles Hutchison, Edith Thornton, Anna Luther e Richard Neill. Veiculou originalmente nos cinemas dos Estados Unidos entre 3 de agosto e 9 de novembro de 1919. A Western Photoplays encerrou suas atividades no cinema em 1918, e o seriado foi completado pela Astra Film Corporation
Foi editado como um longa metragem, The Fatal Plunge, e relançado em 1924 pela Weiss Brothers.
Este seriado é considerado perdido.

## Elenco
- Charles Hutchison	 ...	Ralph Darrell
- Anna Luther	 ...	Aline Moreton / Nell Moreton
- Richard Neill	 ...	Richard Blake (creditado Richard Neil)
- William F. Moran	 ...	Shorty (creditado Billy Moran)
- William Cavanaugh	 ...	Cooley
- Warren Cook	 ...	Roger Morton
- Edith Thornton	 ...	Mrs. Morton
- Laura La Plante ... (não-creditada)

## Capítulos
1. The Great Gamble
2. The Clock of Doom
3. Into the Chasm
4. In the Law's Grip
5. Draught of Death
6. Out of the Clouds
7. The Crawling Menace
8. The Ring of Fire
9. Through Iron Doors
10. Written in Blood
11. The Stolen Identity
12. The Wolf Pack
13. Barriers of Flame
14. Under Arrest
15. Out of the Shadows